# Kabinet-Gascoyne-Cecil I
Het kabinet-Gascoyne-Cecil I was de uitvoerende macht van de Britse overheid van 23 juni 1885 tot 28 januari 1886. Het kabinet werd gevormd door de Conservative Party.
| Ambtsbekleder                   | Ambtsbekleder            | Ambtsbekleder                                           | Functie                               | Ambtstermijn     | Ambtstermijn     | Partij             |
| ------------------------------- | ------------------------ | ------------------------------------------------------- | ------------------------------------- | ---------------- | ---------------- | ------------------ |
|                                 | Robert Gascoyne-Cecil    | Markies van Salisbury Robert Gascoyne-Cecil (1830–1903) | Premier                               | 23 juni 1885     | 28 januari 1886  | Conservative Party |
| Minister van Buitenlandse Zaken | Robert Gascoyne-Cecil    | Markies van Salisbury Robert Gascoyne-Cecil (1830–1903) |                                       | 23 juni 1885     | 28 januari 1886  | Conservative Party |
| Leader of the House of Lords    | Robert Gascoyne-Cecil    | Markies van Salisbury Robert Gascoyne-Cecil (1830–1903) |                                       | 23 juni 1885     | 28 januari 1886  | Conservative Party |
|                                 | Stafford Northcote       | Graaf van Iddesleigh Stafford Northcote (1818–1887)     | Minister van Financiën                | 23 juni 1885     | 28 januari 1886  | Conservative Party |
|                                 | Richard Cross            | Sir Richard Cross (1823–1914)                           | Minister van Binnenlandse Zaken       | 23 juni 1885     | 28 januari 1886  | Conservative Party |
|                                 | Gathorne Gathorne-Hardy  | Burggraaf Cranbrook Gathorne Gathorne-Hardy (1814–1906) | Lord President of the Council         | 23 juni 1885     | 28 januari 1886  | Conservative Party |
|                                 | Michael Hicks Beach      | Sir Michael Hicks Beach (1837–1916)                     | Leader of the House of Commons        | 23 juni 1885     | 28 januari 1886  | Conservative Party |
|                                 | Dudley Ryder             | Graaf van Harrowby Dudley Ryder (1831–1900)             | Lord Privy Seal                       | 23 juni 1885     | 28 januari 1886  | Conservative Party |
|                                 | Hardinge Giffard         | Baron Halsbury Hardinge Giffard (1823–1921)             | Lord Chancellor                       | 23 juni 1885     | 28 januari 1886  | Conservative Party |
|                                 | William Henry Smith      | William Henry Smith (1825–1891)                         | Minister voor Oorlog                  | 23 juni 1885     | 20 januari 1886  | Conservative Party |
|                                 | Gathorne Gathorne-Hardy  | Burggraaf Cranbrook Gathorne Gathorne-Hardy (1814–1906) | Minister voor Oorlog                  | 20 januari 1886  | 28 januari 1886  | Conservative Party |
|                                 | George Hamilton          | Heer George Hamilton (1845–1927)                        | Minister voor de Marine               | 23 juni 1885     | 28 januari 1886  | Conservative Party |
|                                 | Charles Gordon-Lennox    | Hertog van Richmond Charles Gordon-Lennox (1818–1903)   | Minister van Handel                   | 23 juni 1885     | 20 augustus 1885 | Conservative Party |
|                                 | Edward Stanhope          | Edward Stanhope (1840–1893)                             | Minister van Handel                   | 20 augustus 1885 | 28 januari 1886  | Conservative Party |
|                                 | Frederick Arthur Stanley | Frederick Arthur Stanley (1841–1908)                    | Minister voor Koloniale Zaken         | 23 juni 1885     | 28 januari 1886  | Conservative Party |
|                                 | Randolph Churchill       | Heer Randolph Churchill (1849–1895)                     | Minister voor Brits-Indië             | 23 juni 1885     | 28 januari 1886  | Conservative Party |
|                                 | Edward Stanhope          | Edward Stanhope (1840–1893)                             | Minister van Onderwijs                | 23 juni 1885     | 20 augustus 1885 | Conservative Party |
|                                 | Henry Holland            | Sir Henry Holland (1825–1914)                           | Minister van Onderwijs                | 20 augustus 1885 | 28 januari 1886  | Conservative Party |
|                                 | David Plunket            | David Plunket (1838–1919)                               | Minister van Openbare Werken          | 23 juni 1885     | 28 januari 1886  | Conservative Party |
|                                 | Arthur Balfour           | Arthur Balfour (1848–1930)                              | Minister van Lokale Zaken             | 23 juni 1885     | 28 januari 1886  | Conservative Party |
|                                 | Henry Chaplin            | Henry Chaplin (1840–1923)                               | Kanselier van het Hertogdom Lancaster | 23 juni 1885     | 28 januari 1886  | Conservative Party |
|                                 | Charles Gordon-Lennox    | Hertog van Richmond Charles Gordon-Lennox (1818–1903)   | Minister voor Schotland               | 23 juni 1885     | 28 januari 1886  | Conservative Party |
|                                 | William Henry Smith      | William Henry Smith (1825–1891)                         | Minister voor Ierland                 | 23 juni 1885     | 28 januari 1886  | Conservative Party |
|                                 | John Manners             | Heer John Manners (1818–1906)                           | Minister voor Posterijen              | 23 juni 1885     | 28 januari 1886  | Conservative Party |

Russell I ·
Smith-Stanley I ·
Hamilton-Gordon ·
Temple I ·
Smith-Stanley II ·
Temple II ·
Russell II ·
Smith-Stanley III ·
Disraeli I ·
Gladstone I ·
Disraeli II ·
Gladstone II ·
Gascoyne-Cecil I ·
Gladstone III ·
Gascoyne-Cecil II ·
Gladstone IV ·
Primrose ·
Gascoyne-Cecil III ·
Gascoyne-Cecil IV ·
Balfour ·
Campbell-Bannerman ·
Asquith I ·
Asquith II ·
Asquith III ·
Asquith IV ·
Lloyd George I ·
Lloyd George II ·
Law ·
Baldwin I ·
MacDonald I ·
Baldwin II ·
MacDonald II ·
MacDonald III ·
MacDonald IV ·
Baldwin III ·
Chamberlain I ·
Chamberlain II ·
Churchill I ·
Churchill II ·
Attlee I ·
Attlee II ·
Churchill III ·
Eden ·
Macmillan I ·
Macmillan II ·
Douglas-Home ·
Wilson I ·
Wilson II ·
Heath ·
Wilson III ·
Callaghan ·
Thatcher I ·
Thatcher II ·
Thatcher III ·
Major I ·
Major II ·
Blair I ·
Blair II ·
Blair III ·
Brown ·
Cameron I ·
Cameron II ·
May I ·
May II ·
Johnson I ·
Johnson II ·
Truss ·
Sunak ·
Starmer